# Nisenans
Els nisenans, també coneguts com a maidu meridionals i maidu de la vall, són un dels grups nadius de la Vall Central de Califòrnia. El nom nisenan, deriva del pronom ablatiu plural nisena·n, "d'entre nosaltres". Uns pocs nisenans parlen alguns dels dialectes nisenan. Avui alguns nisenan estan registrats a la tribu reconeguda federalment Banda Shingle Springs d'indis miwok.
Els nisenans, com passa amb moltes de les tribus del centre de Califòrnia, mai va ser una veritable distinció política, sinó que en realitat eren basades en un llenguatge "comú" (en realitat, un ampli espectre de dialectes similars). No hi havia una tribu nisenan, sinó que en el seu lloc hi havia una sèrie de tribetes, que eren petites tribus sobiranes independents i autosuficients. Cada 'tribeta' o tribu parlava una variant diferent del que s'anomena nisenan, el que ha portat a una certa inconsistència entre les dades lingüístiques sobre la llengua.

## Territori
Els nisenans viuen a la Vall Central de Califòrnia, entre el riu Sacramento a l'oest i les muntanyes de la Sierra a l'est. El límit sud passa pel riu Cosumnes al nord d'Elk Grove i les regions Meadowview i Pocket de Sacramento, i el límit nord en algun lloc entre la confluència nord del riu Yuba i la confluència sud del riu Feather.
Les tribus veïnes són els miwok de la Sierra i de la vall al sud, els washos a l'est, els konkow i maidus al nord, i els patwins a l'oest.